# 森岡元生
森岡 元生（もりおか もとき）は、江戸時代中期の弘前藩士。

## 生涯
森岡元隆の嫡男として誕生。正徳2年（1712年）、家督を継ぐと、家禄を1300石減らされ1000石となった。
享保15年（1730年）に手廻頭、享保18年（1733年）には城代を務めた。
元文2年（1737年）4月に死去した。家督は弟・元徳が継いだ。